# Гудаки
«Гудаки́» (англ. «Hudaki Village Band») — український фольклорний колектив з села Нижнє Селище (Закарпаття). Основу репертуару складають автентичні народні пісні та мелодії із навколишніх закарпатських сіл. Учасники ансамблю — переважно аматори. Композиції гурт виконує без партитури, у традиційному стилі, без аранжування, електричних інструментів та спецефектів. Переможці міжнародного фолк-фестивалю «Plauener Folkherbst 2010» в німецькому місті Плауен.

## Історія
Створений у 2001 році. Гурт засновано австрійцем Юрґеном Крефтнером, який одружений з українкою і з 1996 року мешкає на Закарпатті. В ансамблі він виступає під псевдонімом Юра Буковинець. Колектив багато гастролює Європою (Австрія, Швейцарія, Німеччина, Франція, Нідерланди, Словаччина, Польща, Бельгія, Угорщина). У 2003 році випустили дебютний альбом «Гудаки», у 2005 — другий «Музика із Гандала», у 2009 — третій «Гудаки не люди», в 2013 — четвертий «Вандруй!». Створено відеокліпи на пісні «На бережку», «Піпка», «Приди до ня, любку».
Спочатку Гудаки називали себе гуртом з Мармароша, коллектів не пов'язував себе з Україною. Однак після Революції Гідності в 2014 році, де музиканти заграли перед протестуючими та поліцією, Гудаки почали демонструвати свою приналежність до вільної України.
Гурт виступав на десятках фестивалів у Європі, включаючи фестиваль Sziget в Будапешті, Fusion та Bardentreffen у Німеччині, KlezMore у Відні, Notes d'Equinoxes Delemont та Festival des 5 Continents у Швейцарії, Respect-Prague, Balkan Trafik Brussels, Les Suds Arles у Франції та багатьох інших.

## Склад ансамблю
- Катерина Яринич — спів
- Ольга Сенинець — спів
- Василь Рущак — бубен
- Михайло Шутко — скрипка
- Сергій Ковач — баян
- Юрій Буковинець — кларнет, тарагот, сопілка
- Володимир Короленко — цимбали
- Віталій Ковач — вокал, гітара
- Володимир Тішлер — контрабас

## Дискографія

### «Гудаки»
2001

Альбом «Гудаки»

Основу альбому становлять народні мелодії, зіграні на свій лад Михайлом Шутком на скрипці. Вокал — Катерина Яринич. Акомпанування — Василь Рущак, Володимир Короленко, Юрій Буковинець.
1. Ліщанова (2:19)
2. Висить ябко (3:43)
3. Забрідьська (3:23)
4. Комарик (3:03)
5. Молдаванка (3:25)
6. Звідси є гора (4:00)
7. Кручений (3:02)
8. Прийдіть, хлопці (3:07)
9. Ревана (3:51)
10. Поляна (3:58)
11. Лен зелений (3:25)
12. Біля річки (3:17)
13. Гудаки (3:52)
14. Аркан (4:34)
15. Волошино (3:25)
16. Доле моя (4:11)

### «Музика із Гандала»
2005

Альбом «Музика із Гандала»

До альбому увійшли композиції старих музичних майстрів Василя Малючука (дримба) та Івана Волошина (спів, сопілка) з Нижнього Селища.
1. Зустрічь (1:18)
2. Чардаш (4:30)
3. Паде дощ (3:05)
4. Горілочка (6:14)
5. Білий день (3:40)
6. Дрина (5:02)
7. Гуцулочка (0:59)
8. Косовка (3:02)
9. Да й ми мила (4:53)
10. Попурі (3:23)
11. Через поле (3:51)
12. Іванку (3:15)
13. Горі Міша, горі! (5:00)
14. На поточку м прала (3:04)
15. Марічко чічері (2:37)
16. Сумна (4:09)
17. Селиська доля (1:27)

### «Гудаки не люди»
2009
1. Палінчак (2:32)
2. Брустури (2:04)
3. На бережку (3:53)
4. Кухарьочка (3:48)
5. Урвалася струна (3:49)
6. Катеринка (5:08)
7. Васько (1:37)
8. Кретіно (4:04)
9. Верше (3:12)
10. Олена (3:44)
11. Курагов (6:09)
12. Циля (3:46)
13. Піпка (2:37)
14. На камені (2:14)
15. Жовковинка (1:53)
16. Серьожа (5:19)
17. Два дуби (4:06)

### «Вандруй!»
2013
1. Дуруле
2. Кураговця
3. Баламута м ся народив
4. Тай із мене молодого чоловік не буде
5. Фіялочки
6. Ауріка
7. Василько плаче
8. Вінки
9. Дівчата де йдете
10. Рекіти
11. Прийди до ня любку
12. Мотовило
13. Гуцулочка
14. Дві павоньки
15. Волоський танець (концертний запис)

## Нагороди
В 2010 році гурт здобув перемогу на міжнародному фолк-фестивалі «Plauener Folkherbst 2010» в німецькому місті Плауен, набравши 6,8 балів з 7 можливих, та отримав почесне звання найкращого фольк-бенду Європи-2010. 29 січня 2011 року відбулось урочисте вручення нагороди «Europäischer Folkpreis 2010»